# Paris Saint-Germain Football Club 2008-2009
Questa voce raccoglie le informazioni riguardanti il Paris Saint-Germain Football Club nelle competizioni ufficiali della stagione 2008-2009.

## Maglie e sponsor
Lo sponsor tecnico per la stagione 2008-2009 è Nike, mentre lo sponsor ufficiale è Emirates Airlines.
| Casa | Trasferta |

## Organigramma societario
Area tecnica
- Allenatore: Paul Le Guen
- Allenatore in seconda: Yves Colleu
- Preparatore atletico: Stéphane Wiertelak
- Preparatore dei portieri: Christian Mas

Area sanitaria
- Responsabile: Éric Rolland

## Rosa
| N. |                    | Ruolo | Calciatore                 |
| -- | ------------------ | ----- | -------------------------- |
| 1  | Francia (bandiera) | P     | Mickaël Landreau           |
| 2  | Brasile (bandiera) | D     | Ceará                      |
| 3  | Francia (bandiera) | D     | Mamadou Sakho              |
| 4  | Francia (bandiera) | C     | Claude Makélélé (capitano) |
| 6  | Francia (bandiera) | D     | Grégory Bourillon          |
| 7  | Francia (bandiera) | A     | Ludovic Giuly              |
| 8  | Francia (bandiera) | A     | Péguy Luyindula            |
| 9  | Francia (bandiera) | A     | Guillaume Hoarau           |
| 10 | Benin (bandiera)   | C     | Stéphane Sessègnon         |
| 12 | Francia (bandiera) | A     | Fabrice Pancrate           |
| 13 | Mali (bandiera)    | D     | Sammy Traoré               |
| 14 | Serbia (bandiera)  | A     | Mateja Kežman              |
| 15 | Francia (bandiera) | D     | Zoumana Camara             |

| N. |                         | Ruolo | Calciatore         |
| -- | ----------------------- | ----- | ------------------ |
| 16 | Francia (bandiera)      | P     | Stéphane Veron     |
| 17 | RD del Congo (bandiera) | C     | Larrys Mabiala     |
| 18 | Francia (bandiera)      | A     | Loris Arnaud       |
| 19 | Francia (bandiera)      | A     | Gaëtan Charbonnier |
| 20 | Francia (bandiera)      | C     | Clément Chantôme   |
| 21 | Haiti (bandiera)        | A     | Jean-Eudes Maurice |
| 22 | Francia (bandiera)      | D     | Sylvain Armand     |
| 23 | Francia (bandiera)      | C     | Jérémy Clément     |
| 24 | Francia (bandiera)      | D     | Tripy Makonda      |
| 25 | Francia (bandiera)      | C     | Jérôme Rothen      |
| 28 | Francia (bandiera)      | A     | Maxime Patrouche   |
| 29 | Francia (bandiera)      | C     | Abdelaziz Barrada  |
| 30 | Armenia (bandiera)      | P     | Apoula Edel        |